# Servicios del ecosistema

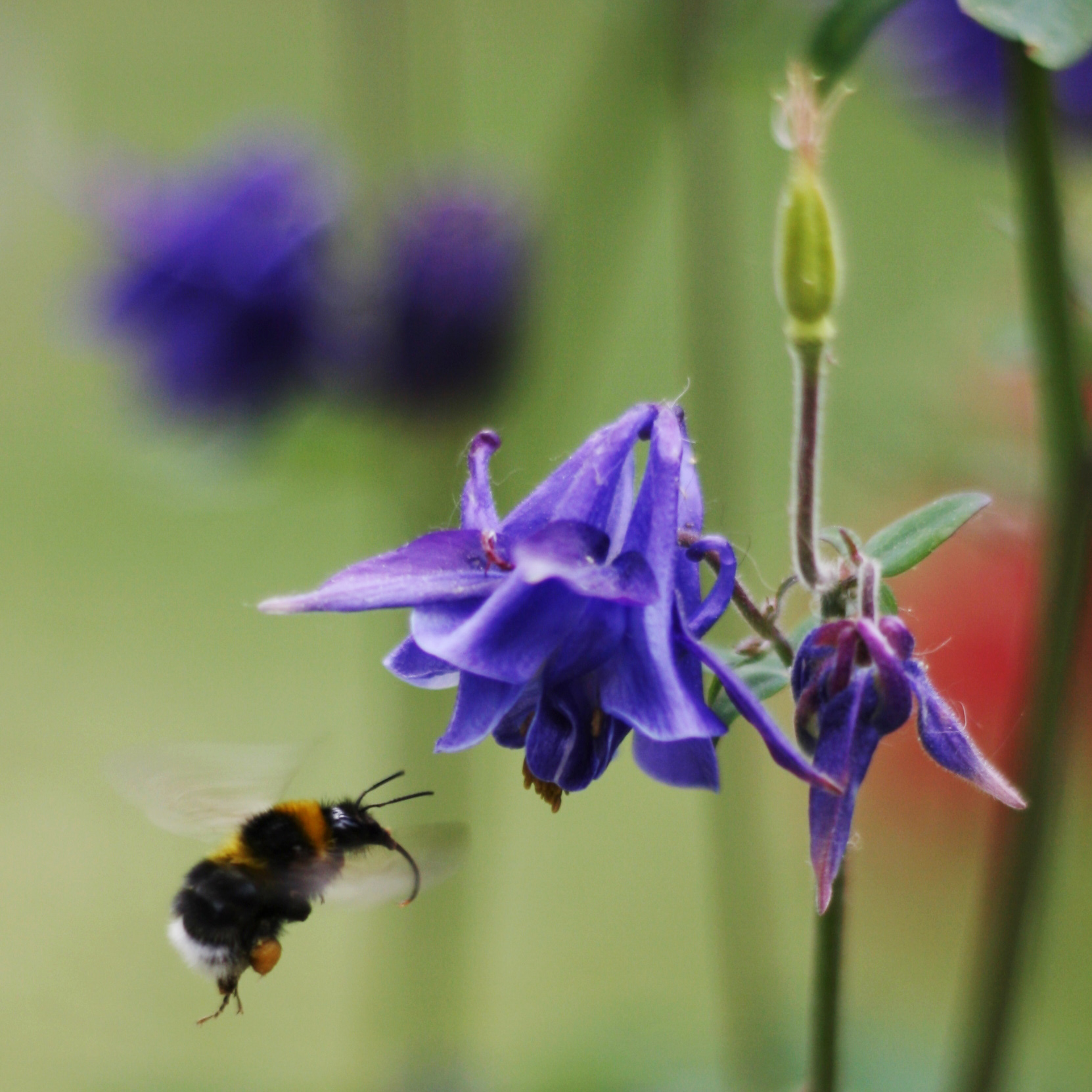
Polinización por abejorro, un tipo de servicio ambiental.

Los servicios de  ecosistemas, servicios ecosistémicos o servicios ambientales son recursos (bienes y servicios) o procesos de los ecosistemas naturales que benefician a los seres humanos. Incluyen productos como agua potable limpia y procesos tales como la descomposición de desechos. Mientras que los ecólogos y otros científicos han discutido los servicios del ecosistema durante décadas, estos servicios se han popularizado y sus definiciones fueron formalizadas por la Evaluación de los Ecosistemas del Milenio (EM) organizada por las Naciones Unidas en 2005. Un estudio de cuatro años que involucró a más de 1300 científicos del mundo entero. Con esto se agruparon los servicios de ecosistemas en cuatro categorías amplias: aprovisionamiento  (como la producción de agua y de alimentos), regulación (control del clima y de las enfermedades), apoyo (para los ciclos de nutrientes y la polinización de cultivos) y cultural (beneficios espirituales y recreativos).
Los efectos del calentamiento global y otras actividades que destruyen y dañan los ecosistemas (como la deforestación) degradan los servicios ambientales. Existen muchas propuestas políticas para frenar, mitigar o contrarrestar estas actividades y sus efectos. Algunas propuestas incluyen la asignación de un valor económico a los servicios de los ecosistemas, en general con miras al establecimiento de algún sistema de acuerdo entre los actores privados y los estados para compensar a aquellos propietarios privados cuya tierra preste servicios ecosistémicos. Los ejemplos incluyen los mercados de biodiversidad o los pagos por servicios ambientales.
Los sectores económicos también se benefician de los servicios ambientales, especialmente en las actividades agrícolas, en la industria forestal y la pesca. Estos sectores también son los que más impactos negativos tienen sobre los servicios ambientales.

## Historia
La noción de la dependencia humana de los ecosistemas de la Tierra se remonta hasta el inicio de la existencia de la especie humana, ya que ella se benefició de los productos de la naturaleza para su alimentación y para su protección contra los rigores climáticos. El reconocimiento de cómo los ecosistemas pueden proporcionar servicios complejos a los seres humanos data de Platón (c. 400 a. C.), quien entendió que la deforestación podría conducir a la erosión de la tierra y el secado de manantiales.  Sin embargo, las ideas modernas de los servicios del ecosistema probablemente comenzaron con Marsh en 1864,  cuando desafió la idea de que los recursos naturales de la Tierra son ilimitados, señalando los cambios en la fertilidad del suelo en el Mediterráneo. Sin embargo, sus observaciones y precauciones pasaron desapercibidas en su momento y no fue hasta la década de 1940 que el asunto nuevamente llamó la atención. Durante esta época, los tres autores principales —Osborn,  Vogt,  y Leopold— despertaron y promovieron el reconocimiento de la dependencia humana del medio ambiente, con la noción del «capital natural». En 1956, Sears  llamó la atención sobre el papel fundamental de los ecosistemas en el procesamiento de los desechos y el reciclado de los nutrientes. Un libro sobre las ciencias del medio ambiente llamó la atención sobre «la amenaza más sutil y peligrosa para la existencia del hombre... la destrucción potencial, por las propias actividades del hombre, de los sistemas ecológicos de los que depende la especie humana». El término «servicios ambientales» fue finalmente introducido en un informe sobre el Estudio de problemas ambientales críticos, que mencionó servicios como la polinización por insectos, la pesca, la regulación del clima, y el control de inundaciones. En los años siguientes, se utilizaron algunas variaciones del término, pero con el tiempo la denominación «servicios del ecosistema» se convirtió en la definición normalizada para  la literatura científica. Ampliaciones modernas del concepto de servicios del ecosistema incluyen objetivos socioeconomías y Conservacionistas que se analizarán a continuación. Para una historia más completa de los conceptos y la terminología de los servicios del ecosistema, véase Daily (1997).
El término fue introducido por Robert Costanza y sus colaboradores en trabajos científicos orientados a valorar el medio natural en un lenguaje compatible con el de la economía estándar, que rechaza hablar de valor si no es en términos estrictamente monetarios y relativos a transacciones. Regularmente, los servicios ambientales son gratuitos para la gente que disfruta de ellos, mientras que los dueños y poseedores de las tierras donde estos se dan, que los proveen, no son compensados en forma alguna por ello.
Detrás del concepto de servicio natural hay análisis que demuestran que la Naturaleza ofrece algo más que valores estéticos, como la belleza del paisaje o un hábitat para las fieras. Aunque el valor recreativo es el más fácil de reconocer, y es el fundamento de actividades económicas importantes como el turismo rural y el ecoturismo, los mayores beneficios (y perjuicios) no son apreciables sin una visión integrada de la naturaleza y de la inserción de la humanidad en ella. Los servicios ambientales son directamente dependientes del funcionamiento "saludable" de los ecosistemas y de la biodiversidad que estos contienen. Cuando los ecosistemas se degradan también lo hacen los servicios que prestan; pero mientras que los ingresos monetarios derivados de acciones dañosas para la naturaleza son contabilizados, los costes a que se refiere este concepto son sistemáticamente ignorados por indirectos o diferidos, es decir, son externalizados. El problema tiene que ver con la decisión por la economía académica, de raíz neoclásica, de considerar improcedente cualquier concepto de valor que no derive de las preferencias de los agentes económicos tal como se expresan en las transacciones del mercado. Mientras que los costes y beneficios pueden estar más o menos claros, a pesar de la asimetría en la información, para quienes voluntariamente realizan una transacción, los costes indirectos para otros, es decir las externalidades, son ignorados sistemáticamente de manera más o menos deliberada.

## Cuatro categorías

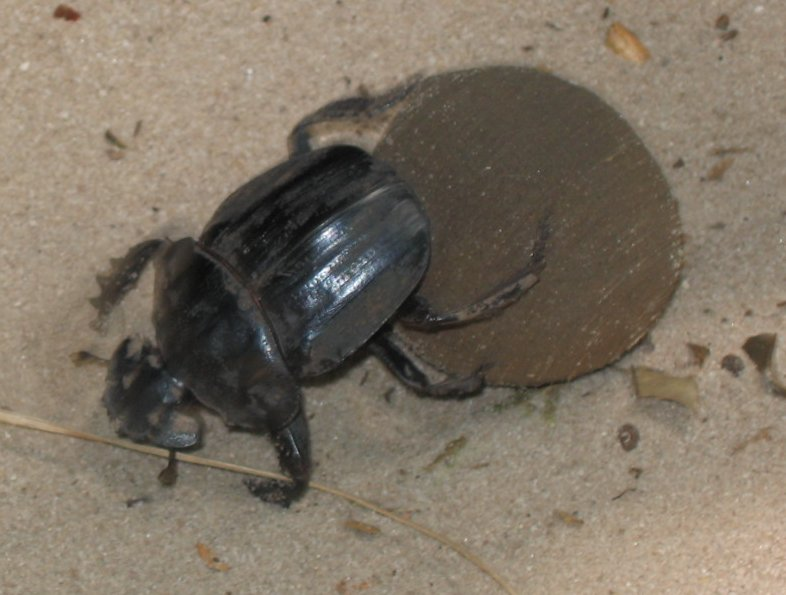
Detritívoros como el escarabajo pelotero ayudan a convertir los desechos animales en material orgánico que puede ser reutilizado por los productores primarios.

El informe de la Evaluación de los Ecosistemas del Milenio (EEM) de 2005 define los servicios del ecosistema como «los beneficios que los seres humanos obtienen de los ecosistemas» y distingue cuatro categorías, de las cuales los llamados servicios de apoyo son considerados como la base para los servicios de las otras tres categorías. Las listas siguientes representan muestras de cada uno:

### Servicios de apoyo o soporte
Servicios de los ecosistemas «que son necesarios para la producción de todo los demás servicios de ecosistemas»
- Dispersión y reciclaje de nutrientes
- Producción primaria
- Hábitat para especies[14]
- Formación de suelos
- Ciclo del agua
- Fotosíntesis

### Servicios de abastecimiento
«productos obtenidos de los ecosistemas»
- alimentos (incluyendo mariscos, carne de caza y microorganismos), cultivos, alimentos silvestres y especias.
- fibra,[15] (incluyendo madera, algodón, o seda).
- combustibles (madera, estiércol, combustibles de biomasa)
- recursos genéticos (incluye genes y biotecnología)
- bioquímicos (incluye productos farmacéuticos, medicinas naturales, biocidas o aditivos alimentarios).
- recursos ornamentales (incluye pieles, flores y plantas usadas en paisajismo).
- agua dulce

### Servicios de regulación
«Los beneficios obtenidos de la regulación de los procesos de los ecosistemas»
- captura y almacenamiento de carbono y regulación del clima
- depuración de aguas, contaminación natural, regulación de residuos y desintoxicación por procesos edáficos (incluye la descomposición de restos biológicos).
- calidad del aire[16]
- regulación de la erosión
- polinización de cultivos
- regulación de plagas y enfermedades
- regulación de peligros naturales.

### Servicios culturales
«beneficios no materiales que las personas obtienen de los ecosistemas a través del enriquecimiento espiritual, el desarrollo cognitivo, la reflexión, la recreación y las experiencias estéticas»
- inspiración cultural, intelectual y espiritual
- diversidad cultural, en la medida que la diversidad de los ecosistemas influyen en la cultura.
- sistemas de conocimiento tradicional y formal.
- valores educativos formales o populares.
- valores estéticos.
- relaciones sociales.
- sentido de lugar.
- actividades de recreo y salud mental y física[17] (incluyendo ecoturismo).
- Patrimonio natural, en relación con paisajes o especies de valor cultural.

## Ejemplos
Ejemplos de servicios naturales son:
- El control del ciclo del agua. Los ecosistemas de calidad reducen la escorrentía en favor de la infiltración y filtran el agua, favoreciendo un suministro más regular a la población. En Estados Unidos el reconocimiento de este hecho ha llevado ya en algún caso a invertir en conservación ecológica de las cuencas, antes que en infraestructuras de almacenamiento y conducción.
- Autodepuración de los ríos y arroyos. Toda corriente de agua tiene un potencial propio de autodepuración, que es función del caudal de la corriente de agua y del grado de turbulencia de la misma. En algunos lugares, se crean pequeñas cascadas artificiales para aumentar la turbulencia y por lo tanto la capacidad de absorción de oxígeno, para oxidar las sustancias orgánicas presentes en el agua. Si la polución se eleva por encima de determinados límites el proceso deja de ser eficiente.
- Control de plagas. Los monocultivos extensos y continuos reducen los costes de explotación en cuanto a maquinaria, mano de obra y otros factores ligados a economías de escala, pero hacen los cultivos más sensibles a la extensión de plagas, exigiendo inversiones importantes en pesticidas, que a su vez degradan los suelos y contaminan los acuíferos. La alternancia espacial y temporal de cultivos distintos, así como la conservación de hábitats para la fauna silvestre, señaladamente aves, reduce la probabilidad de brotes de plagas y, sobre todo, su propagación.
- Polinización. Muchos cultivos dependen para la producción de frutos y semillas de que se realice una fecundación que a su vez requiere el transporte de polen por agentes animales.
- Sumidero de CO2. El CO2 es el gas del que más directamente dependen el balance térmico de la atmósfera y el clima terrestre. El principal sumidero de CO2 es la producción fotosintética de biomasa. Este es sólo un ejemplo de servicios imprescindibles que afectan a la globalidad del sistema y que dependen de decisiones particulares y locales que nunca son tenidas en cuenta en la contabilidad económica.
- Los servicios ambientales del bosque son entre otros:
  - Captación y filtración de agua;
  - Mitigación de los efectos del cambio climático;
  - Generación de oxígeno y asimilación de diversos contaminantes;
  - Protección de la biodiversidad;
  - Retención de suelo;
  - Limitación de la erosión y sus consecuencias;
  - Refugio de fauna silvestre;
  - Belleza escénica.
  - Otros.

## Casos
Los siguientes casos pueden facilitar el entendimiento de las relaciones entre los seres humanos y los ecosistemas naturales a través de los servicios derivados de ellos:
- En Nueva York, cuando la calidad del agua potable cayó por debajo de los niveles requeridos por la Agencia de Protección Ambiental, las autoridades optaron por restaurar la cuenca contaminada de Catskill Park que previamente había proporcionado el servicio ecosistémico de purificación de agua a la ciudad. Una vez que se redujo la entrada de aguas residuales y plaguicidas en la cuenca, se generaron procesos abióticos naturales, tales como la absorción y filtración de los productos químicos por el suelo, junto con el reciclaje biótico a través del sistema de raíces y los microorganismos en el suelo, la calidad del agua mejoró al nivel que cumple con la norma gubernamental. El coste de esta inversión en capital natural se estimó entre 1000 y 1500 millones de dólares, contrastando dramáticamente con el estimado en 6000-8000 millones para la construcción de una planta de tratamiento de agua, más los 300 millones en costos para su funcionamiento.[18]

- Para 15-30% de la producción de alimentos en los EE. UU. se requiere polinización de los cultivos por abejas. La mayoría de los grandes agricultores importan abejas domésticas para proporcionar este servicio. Un estudio muestra que en la región agrícola de California, las abejas silvestres por sí solas podrían proporcionar servicios de polinización, parcial o totalmente, o mejorar los servicios prestados por abejas mieleras.[19]  Sin embargo, la intensificación de las prácticas agrícolas puede rápidamente erosionar los servicios de polinización debido a la pérdida de especies que conlleva, mientras que las especies restantes no tienen la capacidad de compensar la diferencia. Los resultados del estudio indican también que la existencia de chaparral y  bosque de robles como hábitat para las abejas silvestres dentro de 1-2 km de una granja, puede estabilizar y mejorar la prestación de servicios de polinización.

- En la cuenca del río Yangtze (China), se crearon varios modelos espaciales del flujo de agua a través de diferentes hábitats forestales para determinar la contribución potenciales de la energía hidroeléctrica en la región. Al cuantificar el valor relativo de los parámetros ecológicos (complejos de vegetación-suelo-pendiente), los investigadores pudieron estimar que el beneficio económico anual de mantener los bosques de la cuenca para servicios de energía eléctrica era 2,2 veces mayor que si los bosques fueran destinados a la producción de madera.[20]

- En los años 1980, la empresa de agua mineral Vittel (ahora una marca de Nestlé Waters) se enfrentó a un problema crítico. Nitratos y pesticidas estaban penetrando en las fuentes de agua de la empresa en el noreste de Francia. Los agricultores locales habían intensificado sus prácticas agrícolas y eliminaron la vegetación natural que hasta entonces  filtraba el agua antes de entrar en el acuífero utilizado por Vittel. Esta contaminación puso en peligro el derecho de la empresa a utilizar la denominación «agua mineral natural» en su etiqueta, según la ley vigente en Francia.[21] En respuesta, Vittel desarrolló un paquete de incentivos para mejorar las prácticas agrícolas de los agricultores y en consecuencia reducir la contaminación del agua que había afectado el producto de la empresa. Vittel proporcionó asistencia técnica gratuita a los agricultores a cambio del compromiso de éstos en mejorar la gestión de los pastos, reforestar las cuencas, y reducir el uso de agroquímicos. Es un ejemplo del programa de pago por servicios ecosistémicos.[22]

## Ecología
La comprensión de los servicios del ecosistema requiere una base sólida en ecología, la ciencia que describe los principios básicos y las interacciones de los organismos y el medio ambiente. Dado que las escalas en las que estas entidades interactúan puede variar de microbios a paisajes, milésimas de segundo a millones de años, uno de los grandes desafíos pendientes es la caracterización descriptiva del flujo de materiales y energía entre ellos. Por ejemplo, la superficie del suelo del bosque, el detritus sobre ella, los microorganismos en el suelo y las características del propio suelo, todos contribuirán a la capacidad del bosque de prestar servicios ecosistémicos como la captura de carbono, purificación de agua, y prevención de erosión a otras áreas dentro de la cuenca. A menudo servicios son agrupados, y cuando se logra asegurar los beneficios de objetivos específicos, es probable que haya beneficios adicionales, por ejemplo, el mismo bosque puede ofrecer hábitat para otros organismos, así como ofrecer espacio para la recreación humana, que son también servicios del ecosistema. La complejidad de los ecosistemas de la Tierra constituye un reto para los científicos que tratan de entender cómo las relaciones se entretejen entre los organismos, los procesos y sus alrededores.
Porque se relaciona a la ecología humana, el programa de investigación propuesto para el estudio de los servicios de los ecosistemas incluye los siguientes pasos:
1. identificación de los proveedores de servicios ecosistémicos (PSE) —especies o poblaciones que ofrecen servicios ecosistémicos específicos— y la caracterización de sus relaciones y roles funcionales;
2. identificación de los aspectos de la estructura comunitaria que influyen como los PSE funcionan en su paisaje natural.
3. evaluación de factores (abióticos) claves del medio ambiente que influyen en la prestación de servicios;
4. medición de las escalas espaciales y temporales en las cuales los PSE y sus servicios operan.

Para mejorar y normalizar la evaluación de la funcionalidad de los PSE, se desarrolló una metodología que permite cuantificar la importancia relativa de las diferentes especies en términos de su eficiencia y abundancia. Estos parámetros proporcionan indicaciones sobre la forma en que las especies responden a cambios en el medio ambiente (por ejemplo, los depredadores, la disponibilidad de recursos, el clima) y son útiles para la identificación de las especies que son desproporcionadamente importante en la prestación de servicios ecosistémicos. Sin embargo, esta técnica tiene la desventaja que no toma en cuenta los efectos de las interacciones, que son a menudo complejas y fundamentales para el mantenimiento de un ecosistema y que pueden incluir a especies que no son fácilmente identificadas como importantes. No obstante, la estimación de la estructura funcional de un ecosistema, combinada con información sobre las características de las especies individuales, puede facilitar el entendimiento de la resiliencia de un ecosistema en medio de cambios ambientales.
Muchos ecologistas piensan que la prestación de servicios ecosistémicos puede ser estabilizada con una biodiversidad mayor. El aumento de la biodiversidad también beneficia a la variedad de servicios ecosistémicos. La comprensión de la relación entre la biodiversidad y la estabilidad de un ecosistema es esencial para la gestión de recursos naturales y sus servicios.

### Hipótesis de la redundancia
El concepto de la redundancia ecológica se refiere a veces a compensación funcional y supone que más de una especie realiza una determinada función dentro de un ecosistema. Más específicamente, se caracteriza por una especie particular que aumenta su eficiencia al proporcionar un servicio cuando las condiciones están estresadas, con el fin de mantener la estabilidad general en el ecosistema. Sin embargo, esta creciente dependencia de una especie estabilizadora ejerce presión adicional sobre el ecosistema y con frecuencia aumenta su susceptibilidad a disturbio posterior. La hipótesis de la redundancia puede resumirse como «la redundancia de especie aumenta la resiliencia del ecosistema».

### Efecto cartera
Otra noción, conocida como el efecto cartera, compara la diversidad biológica a la tenencia de una cartera de valores, en la cual la diversificación reduce la volatilidad de la inversión, o en este caso, reduce el riesgo de inestabilidad de los servicios ecosistémicos. Esto está vinculado a la noción de la diversidad de respuesta, en la cual un conjunto de especies exhibirán respuestas diferenciales a una cierta perturbación ambiental, creando conjuntamente una función estabilizadora que preserva la integridad de un servicio.

## Economía
Aunque la conciencia ambiental está creciendo rápidamente, la comprensión de la noción del capital ecosistémico y su flujo sigue siendo deficiente, las amenazas ambientales continúan imponiéndose, y sufrimos de la llamada «tragedia de los comunes». Muchos de los esfuerzos por informar a los tomadores de decisiones de los costos y beneficios actuales versus futuros, involucran traducir el conocimiento científico en términos económicos, articulando las consecuencias de nuestras decisiones en unidades comparables de impacto sobre el bienestar humano. Un aspecto especialmente desafiante de este proceso es que la interpretación de la información ecológica recogida en una escala espacio-temporal específica, no significa necesariamente que se puede aplicarla a otra escala; el entendimiento de la dinámica de los procesos ecológicos relativos a los servicios ecosistémicos es esencial en la toma de decisiones económicas. Se puede también asignar un valor económico a factores de ponderación, como la imposibilidad de sustituir a un servicio o paquete de servicios, de tal manera que el logro de objetivos se vuelve más eficiente.

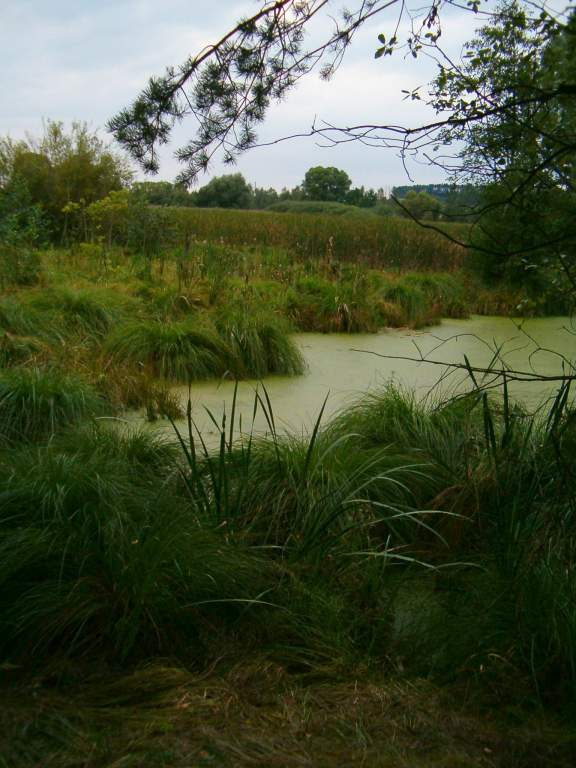
Humedales pueden utilizarse para asimilar desechos.

La valoración económica de servicios ecosistémicos implica también la información y comunicación social, áreas que son particularmente desafiantes y que son el foco de mucha investigación. Aunque los individuos pueden tomar decisiones por una variedad de razones, las tendencias generales revelan las preferencias agregadas de una sociedad con respecto a ciertos servicios, de las que se desprende la posibilidad de asignar un valor económico. Los seis principales métodos para valorar servicios del ecosistema en términos monetarios son las siguientes:
Prevención de costos
Servicios que permiten que una sociedad evite costos que habría incurrido en la ausencia de estos servicios (por ejemplo, el tratamiento de desechos por humedales permite evitar costes de salud)
Costo de reemplazo
Servicios que podrían ser reemplazados con sistemas artificiales (por ejemplo, la restauración de la cuenca de Catskill costó menos que la construcción de una planta de purificación de agua)
Factor ingreso
Los servicios proporcionados para aumentar los ingresos (por ejemplo, el mejoramiento de la calidad del agua aumenta la toma comercial de la pesca y aumenta los ingresos de los pescadores)
Costo de viaje
La demanda de servicios puede necesitar viajar, cuyos costos pueden reflejar el valor implícito del servicio (por ejemplo, el valor de la experiencia ecoturistica es al menos lo que el visitante está dispuesto a pagar para llegar allí)
Precios hedónicos
La demanda de servicios puede reflejarse en los precios que se pagan por los bienes asociados (por ejemplo, precios de las viviendas costeras son superior a los de hogares en el interior)
Valoración contingente
La demanda de servicios puede ser provocada por el planteamiento de escenarios hipotéticos que implican la valoración de alternativas (por ejemplo, los visitantes están dispuestos a pagar un mayor acceso a los parques nacionales)

## Gestión y políticas
Aunque la fijación de precios monetarios continúa con respecto a la valoración de los servicios ecosistemicos, los retos en la gestión e implementación de políticas son importantes y multitudinarios. La administración de recursos comunes es un tema que recibe amplia atención académica. Desde la definición de los problemas a la búsqueda de soluciones que se pueden aplicar de manera práctica y sostenibles, hay mucho para superar.  La evaluación de las opciones debe equilibrar las necesidades humanas presentes y futuras, y los encargados de tomar decisiones a menudo deben trabajar con información válida, pero incompleta. Las políticas legales existentes a menudo se consideran insuficientes, ya que frecuentemente se refieren a las normas basadas en la salud humana, las cuales no coinciden con las medidas que son necesarios para proteger la salud del ecosistema y los servicios ecosistemicos. Para mejorar la información disponible, se sugirió la aplicación del «Marco de Servicios Ecosistémicos» (en inglés: Ecosystem Services Framework, ESF)), que integra las dimensiones socioeconómicas y biofísicas de la protección del medio ambiente y que está diseñado como guía para que las instituciones puedan superar el flujo de información y la jerga multidisciplinaria, ayudando a orientar las decisiones estratégicas.
Se necesitan métodos nuevos y expeditos para manejar la gestión de los servicios ecosistémicos de la Tierra. Los esfuerzos de gestión colectivo local hasta regional podrían considerarse apropiado para servicios como la polinización de los cultivos o para recursos como el agua. Otro enfoque que se volvió más popular en la última década es la comercialización de la protección de los servicios ecosistémicos. El pago y el comercio de servicios es una solución a pequeña escala emergente en el mundo entero, a través de la cual se puede adquirir créditos para actividades como el patrocinio de la protección de las fuentes del secuestro de carbono o la rehabilitación de los proveedores de servicios del ecosistema. En algunos casos, se han establecido bancos para el manejo de este tipo de créditos y algunas empresas de conservación, incluso salieron a bolsa en los mercados bursátiles, definiendo un creciente vínculo paralelo con los esfuerzos económicos y oportunidades para atar las percepciones sociales. Sin embargo, para la implementación es crucial la existencia de derechos de tierras bien definidos, lo que a menudo falta en muchos países en desarrollo. Muchos países en desarrollo ricos en bosques que sufren la deforestación, experimentan conflictos entre los diferentes actores del ámbito forestal. Además, la preocupación por este tipo de transacciones globales incluyen la compensación inconsistente por servicios o recursos sacrificados en otros lugares y justificaciones erróneas para el uso irresponsable. Otro enfoque se ha centrado en la protección de focos de servicios ambientales. El reconocimiento de que la conservación de muchos servicios del ecosistema se alinea con los objetivos de conservación más tradicionales (como por ejemplo la biodiversidad) ha llevado a la propuesta de fusionar los objetivos para maximizar su éxito mutuo. Esto puede ser particularmente estratégico al utilizar redes que permiten el flujo de servicios a través de paisajes, lo que también podría facilitar la obtención de los medios financieros para proteger los servicios mediante una diversificación de los inversores.

Por ejemplo, en los últimos años hubo un interés creciente en la valoración de los servicios ecosistémicos proporcionados por la producción y restauración de mariscos.  Como una especie clave, con una posición baja en la cadena alimentaria, los crustáceos bivalvos, como las ostras, apoyan una compleja comunidad de especies mediante la realización de una serie de funciones esenciales para la variedad de especies que las rodean. También existe un creciente reconocimiento de que algunas especies de moluscos pueden influir o controlar muchos de los procesos ecológicos; tanto así que fueron incluidas en la lista de «ingenieros del ecosistema», organismos que física, biológica o químicamente modifican el entorno que los rodea de tal manera que tiene influencia sobre la salud de otros organismos.  Muchas de las funciones ecológicas y procesos realizados o influidos por los mariscos contribuyen al bienestar humano, proporcionando un flujo de valiosos servicios ecosistémicos a lo largo del tiempo mediante la filtración de materiales particulados y potencialmente mitigando los problemas de calidad del agua mediante el control del exceso de nutrientes en el agua.